# Chó Dogo Cubano
Chó Dogo Cubano, còn được gọi là Dogge Cuba, Bloodhound Cuba và Mastiff Cuba là một giống chó tuyệt chủng có nguồn gốc từ Cuba. Nó thuộc loại Chó bò Mastiff và được sử dụng để chọi chó.
Loài này đã được giới thiệu ở Cuba với mục đích bắt giữ nô lệ bỏ trốn. Sau khi bãi bỏ chế độ nô lệ, giống chó này đã chấm dứt việc tồn tại của chúng trong cùng khoảng thời gian này.

## Lịch sử
Mastiff Cuba phát triển từ một số giống chó bò, chó giống Mastiff và chó gia súc trở thành một giống chó chiến lý tưởng và đóng vai trò giám hộ tài sản. Có thể một số cá thể của giống chó này đã được đưa đến Hoa Kỳ, nơi chúng được sử dụng làm chó giám sát. Chúng cũng được người Anh sử dụng để truy bắt lại nô lệ trong Chiến tranh Maroon thứ hai, bởi người Pháp trong chuyến thám hiểm Saint-Domingue, cũng như người Hoa Kỳ ở miền Nam Hoa Kỳ.
Giống chó này được coi là tuyệt chủng kể từ cuối thế kỷ 19, nhưng đã có những báo cáo cho rằng mặc dù không có con chó Dogo Cubanos thuần khiết nào, những con chó được sử dụng trong các hố chiến đấu ngày nay ở Cuba là con cháu của loài lai giữa Chó Pit Bull, Chó chiến Cordoba, Chó Dogo Argentina và một số ít Chó Cuboo thuần túy còn lại vào đầu thế kỷ 20. Hậu duệ hiện đại của giống chó quý hiếm này lớn hơn nhiều và mạnh mẽ hơn giống gốc và giống với Chó sục Pit Bull Hoa Kỳ.